# トルコ航空1951便墜落事故

事故発生場所（左上の赤い星）

トルコ航空1951便墜落事故（トルコこうくう1951びんついらくじこ）は、2009年2月25日午前10時26分（現地時間、UTC+1）ごろにオランダの首都アムステルダムのスキポール国際空港に着陸進入中のトルコ航空1951便（ボーイング737-800型機、機体記号：TC-JGE、愛称：テキルダー）が滑走路のおよそ 1.5 キロメートル手前の畑地に墜落した航空事故である。乗員7人と乗客128人の合計135人のうち、乗員4人と乗客5人の合計9人が死亡した。電波高度計の不具合とパイロットの不手際が複合した事故と考えられている。

## 概要

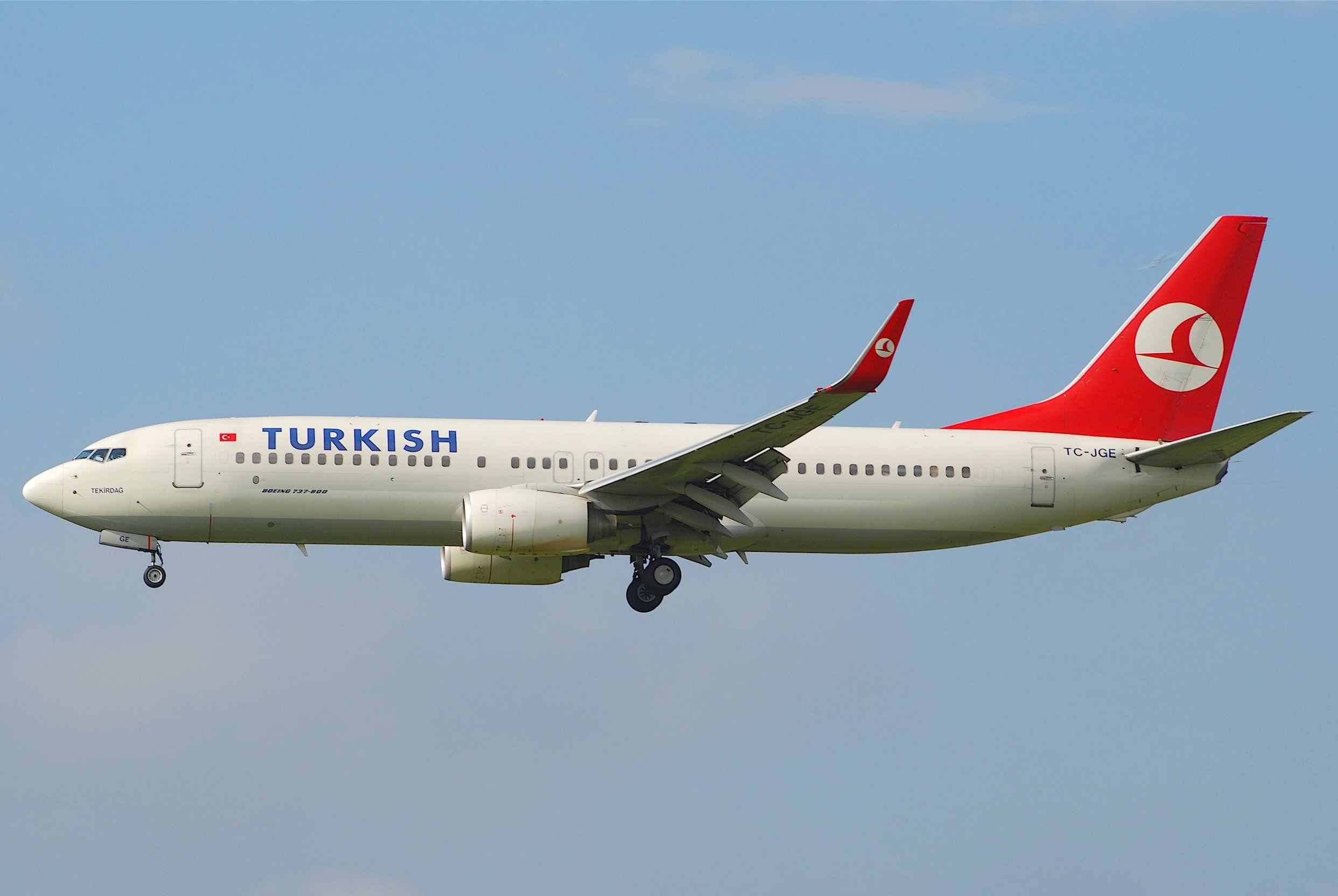
2007年に撮影された事故機

当該機は同日の午前8時23分にトルコ・イスタンブールのアタテュルク国際空港を出発した定期航空便であり、機種移行訓練中の副操縦士が操縦していた。コックピット内にはこの副操縦士のほかに機長、および訓練中の副操縦士を監視・補佐・バックアップする役割の “safety pilot” として教官格のパイロットが後部席に同乗していた。乗客の大半はトルコ人およびオランダ人が占めていたが、当事故における死者にオランダ人はいなかった。そのほかにはアメリカ、イギリス、シリア、台湾国籍などが少数いた。

### 着陸脚警報
（午前10時15分ごろ）スキポール空港 18R 滑走路へ着陸進入のために降下中の高度8,000フィート (2,400 m)付近において、着陸装置が出ていないという音声警報 (Too Low Gear) が鳴りだし、これが途中途切れながらもおよそ1分半にわたり続いた。その後も短時間であるが3度ほど同じ警報が鳴った。この警報は電波高度計による計測値が一定高度を下回ってもまだ着陸脚が出ていない場合に発せられるが、最初の警報の時点で当該機はまだ脚を出す段階ではなく、また高度自体も電波高度計で測定できる範囲（およそ2,500フィート (760 m)以下）をはるかに超えていた。機長は自分の側の姿勢指示器 (ADI, attitude director indicator) 画面の中にある電波高度計の指示値が「-（マイナス）8フィート (2.4 m)」となっていることに気づき、「電波高度計（が原因）だ」と発言はしたが、それ以上の調査や措置は行わなかった。
10時22分ちょうどごろ、高度2,000フィート (610 m)で一旦水平飛行に移り、フラップを "1" 位置（前縁スラットのみ伸展）とし、モードコントロールパネルから速度を195ノット (361 km/h)に設定した。このときのオートスロットル (Auto Throttle, A/T) のモードはモードコントロールパネルスピード (mode control panel speed, MCP SPD) になっていた。この状態で管制にレーダー誘導されて滑走路延長線上に機首方向を一致させた。

### オートパイロット
離陸時からこの時点までは、当該機には2系統備えられたオートパイロット (Auto Pilot, A/P) のうち操縦担当パイロットである副操縦士（右側）席のそれのみを使用してきたが、トルコ航空の内規により着陸アプローチ時には左右の両席の A/P 両方を使用することとなっていたため、副操縦士は左席の A/P もエンゲージ（接続して機能させること）させようとしてボタン操作を行った。だがこのボタン操作で機長席（左）側 A/P のエンゲージはできず、逆にこれまでエンゲージしていた右側 A/P まで解除されてしまった。このため、改めて右側席の A/P だけを単独でエンゲージし、この状態でアプローチを続行することにした。
10時23分34秒にフラップを5度、速度を170ノット (310 km/h)に設定したが、その際にも着陸脚の警報がおよそ5秒にわたり鳴った。このときも機長席の電波高度計指示値は「−8フィート (−2.4 m)」となっていた。直後にギアダウンを行い、次いでフラップ角15度で速度を160ノット (300 km/h)にセットした。ギアダウンを行ったので、これ以降着陸脚の警報は鳴らなくなった。
10時24分9秒にローカライザ信号（滑走路中心線に対して左右の変位情報を与える）をキャプチャーし、これ以降機体はローカライザ信号を自動で追従するようになったが、その直後に機長席の PFD からロールバーとピッチバーの表示が消えた。

### リタードフレアモード
当該B737-800型機のオートスロットル機構 (A/T) には、A/P システムと協調動作する「リタード フレア モード (Retard Flare Mode)」と呼ばれる機能が備えられている。これは着陸接地寸前にスロットルをアイドルにして、さらに僅かに機首を上げるフレア操作を自動で行うもので、予めこのモードをセットしておくことにより、1) 電波高度計指示値が27フィート (8.2 m)以下、2) フラップが12.5度以上展開されている、3) オートスロットルがスピードモードとなっており、かつ、4) 目標高度をセットしてそれに向かって降下 / 上昇あるいは高度維持する設定がなされている状態ではない、といった条件が揃うと自動的に起動する。
リタード フレア モード状態では、スロットルは自動でアイドル位置に移動する。パイロットはスロットルを手動で強制操作することはできるが、手を放すと再びアイドルに戻るようになっている。またこのモードが起動すると PFD 上に "RETARD" と表示される。
ローカライザをキャプチャーした段階で、機体は滑走路延長線上に位置し、機首も滑走路に正対した状態だったが、高度が高すぎてグライドスロープの上側に外れていた。これは、管制によるコース誘導が、公示された標準的コースよりもややショートカット気味の経路であったため、標準より滑走路に近い位置で滑走路延長線上に達したためだった。このことにより本来なら高度2,000フィート (610 m)のまま飛行しながらグライドスロープを下側からキャプチャーするはずだったものが、グライドスロープの上側に位置することになったため、さらに降下しながらキャプチャーをしなくてはならなかった。副操縦士はバーチカルスピード (V/S) モードで目標高度をセットし直し、最終的には毎分1,400フィート (430 m)で降下を行った。このとき機長と副操縦士両方の PFD には A/T がリタードフレアモードになったことを示す “RETARD” の表示が現れ、スロットルレバーが自動的にアイドル位置に移動した。

### 墜落
高度1,300フィート (400 m)でグライドスロープをキャプチャーし、このときの対気速度は169ノット (313 km/h)だった。グライドスロープをキャプチャーしたので、A/P はそれまでの V/S (Vertical Speed) モードから自動的にグライドスロープを追従するG/S (Glide Slope) モードに切り替わった。高度が900フィート (270 m)を切ったところでフラップを40度（最大）とした。このときの速度は158ノット (293 km/h)だった。
当該機種のオートパイロット (A/P) 機構は、高度や速度情報をもとにスロットルの開度を調節するが、この段階（ファイナル進入）における高度は左（機長席）側に表示される電波高度計の値を使用する。そしてその左側電波高度計の出力値は「- 8 フィート」だった。
この間、オートスロットル (Auto Throttle, A/T) はずっとリタードフレアモードのままであり、したがってスロットルもアイドル位置の状態だった。一方で副操縦士席（右）側 A/P は正常な高度出力をしていた右側電波高度計の信号を基に制御を行っており、エンジン推力がアイドルのままで速度が低下しながらも、グライドスロープに乗りつづけるための高度維持をしようとしてエレベータトリムを上げていった。このため次第に機首上げが強まり、さらにこの機首上げによる抗力の増加で速度が一層低下した。高度750フィート (230 m)で速度は予定着陸速度である144ノット (267 km/h)を下回り、高度460フィート (140 m)でついに失速の前兆を警告する操縦桿スティックシェーカーが動作した。この時対気速度は107ノット (198 km/h)にまで低下、またピッチもおよそ10度機首上げに達した状態だった。
副操縦士は直ちに（1秒以内）スロットルレバーを前方に押し込み、同時に操縦桿を押して機首を下げる動作を開始した。だが、ちょうどこのとき機長が “I have” と宣言して操縦を自分に替わる指示を行った。これにより副操縦士は反射的にスロットルレバーと操縦桿に掛けていた手を引っ込めた。このため一旦はアイドルと全開の中間付近まで押し込まれたスロットルレバーは、まだリタード・フレア・モード状態が解けていない A/T により再びアイドル位置にまで戻されてしまった。操縦パイロットとなった機長は、直後の10時25分50秒に A/P の解除操作をし、1秒後の高度460フィート (140 m)の時点で操縦桿を前に押してピッチを下げる操作を行ったが、その間にスロットル操作を行った形跡がない。
機首下げ操作により一時的に迎角が小さくなったのでスティックシェーカーの振動も一瞬（2秒間ほど）止んだが、スロットルがアイドルのままだったので今度は降下率が増して “sink rate” 音声警報が鳴った。10時25分56秒になってようやくスロットルレバーが全開位置まで押されたが、エンジン出力が実際に最大となるには4秒弱を要し、すでに高度もほとんどなかったので、この4秒弱の間に “pull up” の音声警報も鳴った。これに反応してまだ速度も上がっていない状態で急激に操縦桿を引いたため、完全な失速状態となり、10時26分2秒に滑走路18Rのスレッシュホールドから1.5キロメートルほど手前の畑地に墜落した。このときの姿勢は22度機首上げ、左10度バンクだった。地面が柔らかかったことや火災が発生しなかったことで生存者は比較的多かったが、乗客128名、乗員7名のうち、9名（3名のパイロットを含む）が死亡した。死者は機体前部座席に集中していた。この時、墜落時の衝撃により機体は3つに割れた。

## 原因

座席表

事故調査を主導したオランダ安全委員会 (Dutch Safety Board) は主たる事故原因として下記を指摘した。
当該事故フライトでは計器着陸システム（右席側用オートパイロット）を用いてアプローチを行ったが、左の電波高度計が -8 フィートという誤った高度値を左の主ディスプレイに表示した。この数値（-8 フィート）がオートスロットル機構の「リタードフレア」モードを起動させたため、着陸接地寸前を想定して左右両エンジンの推力が最小（アプローチアイドル）になった。
管制塔より指示された機首の向きと高度にしたがってアプローチを行ったが、この結果滑走路スレッシュホールドの 5.5海里 (10.2 km)手前の地点でローカライザ―信号をインターセプトしたため、グライドスロープに上から入ってインターセプトすることになった。この時点で既にリタードフレアモードに入っていたが、グライドスロープをインターセプトするためには推力を最小にする必要があるので、操縦クルーはリタードモード状態であることに気付かなかった。そしてクルーのワークロードが増えた。
このように種々の理由により高度が1,000フィート (300 m)を下回った段階で、「安定したアプローチ (stabilized approach)」状態になっていなかったので、クルーはこの時点でゴーアラウンドを行わなくてはならなかった。
右側電波高度計のデータを使用する右側オートパイロットはグライドスロープ信号に従った高度を維持しようとしたが、スロットルがアイドルのままなので対気速度がどんどん下がり、ピッチが上がって（機首上げ）いった。クルーらは、スティックシェーカーが動作するまで対気速度が下がっていることとピッチが上がっていることに気付かなかった。この結果正しい回復機動ができず失速に陥り墜落した。

### 電波高度計
当該機は2台の電波高度計を備えており、測定値は機長席と副操縦士席のパネルにそれぞれ別々に表示される。事故当時左側（機長席側）の電波高度計は正しい計測ができておらず、絶えず「- 8 フィート」を出力していた。右側（副操縦士側）のそれは正常値を出力していた。
左右の電波高度計は左右席のオートパイロットシステムにそれぞれ接続されている。自己診断機能が備えられており、どちらかに異常を検出した際には健全なもう一方へ自動で切り替わる。だが当該事故においては切り替えが発生するような異常それ自体を検出できていなかった。測定値がマイナス表示になるということ自体は異常ではない。電波高度計アンテナは胴体前部に取り付けられており、通常、機首上げ状態で接地するのでその時に地表高度ゼロを表示するように校正されている。したがって前脚が接地して地上滑走するときはマイナス表示となる。

### オートスロットルシステム
一方、オートスロットルシステム (A/T) には通常左側電波高度計が接続されており、この左側電波高度計に異常が検出されれば自動的に右側のそれに切り替えられる。当該事故ではオートパイロット同様、切り替えが起こらなかった。結果として、スロットル操作を除く自動操縦機能は正常値を出力する右側高度計に、オートスロットル機能のみは異常値を出力し続けていた左側高度計に、それぞれ接続されている状態となっていた。
このため高度千数百フィートでは本来動作するはずのないリタードフレアモードが起動した。
クルーは左側電波高度計がおかしいということには気付いてはいたが、右側オートパイロットが正常動作しているのだからオートスロットルも右側電波高度計の数値が使用されていると思い込んでしまった可能性が高い。オートスロットルシステムは左電波高度計に異常が検出されない限り優先的にこれをコントロールに用い続ける、ということはマニュアルにも明記されていなかった。

### パイロット
訓練中の副操縦士は別として、機長及び第二副操縦士は十分な経験を持つベテランであった。事故に至る過程において、電波高度計と特定はできないにせよ、計器に何らかの異常を生じている可能性をうかがわせるいくつかの兆候があったが、それらに対して検討や対応を行った形跡がほとんどない。
- 出るはずがないタイミングでの着陸脚警報

- オートパイロットをデュアルでエンゲージしようとしたができなかったこと

- 機長席のPFDからロールバーとピッチバーの表示が消えたこと。通常、これは高度が50フィート (15 m)を下回ると消えるようになっている

- グライドスロープに上側からキャプチャーしようとした際に “RETARD” の表示が現れたこと

高度が1,000フィート (300 m)を割った時点でチェックリスト読み上げが終わっていない、すなわち「安定したアプローチ (stabilized approach)」状態ではなかった。トルコ航空マニュアルではこの時点でゴーアラウンドを行うこととの規定があったがそのまま進入を続行した。
副操縦士はトルコ航空入社後数か月しか経過しておらず、まだ訓練中の身分（飛行時間: 44時間）だったが、それ以前はトルコ空軍でのパイロット経験（4,000時間以上）があり、自らの経験や知見の範囲で最善の操縦をした。実際、スティックシェーカー動作後 1 秒以内にスロットルレバーを押し込み、かつ操縦桿を前に倒して機首下げを始めた。だが、このタイミングで機長が “I have”（私が操縦する）と発言したため、これにもまた素早く反応して操縦桿とスロットルに掛けていた手も引っ込めたため、スロットルレバーは再びアイドリング位置に戻ってしまった。しかも操縦を替わった機長は操縦桿を前に押してピッチは下げたが、なぜか数秒間にわたり失速時の原則であるスロットルレバー操作を行わなかった。第二副操縦士 (Safety Pilot) は、スティックシェーカーの動作後になって「速度!」と発言し注意を促したが、すでに手遅れであった。

### 動画サイト
- Associated Press: Airliner Crashes in Amsterdam - YouTube
- BBC World News: Nine killed in Amsterdam plane crash - YouTube[リンク切れ]